# Schurken in Mighty Morphin Power Rangers
De fictieve schurken uit de televisieserie Mighty Morphin Power Rangers, de bijbehorende miniserie Mighty Morphin Alien Rangers en de film Mighty Morphin Power Rangers: The Movie waren aliens die Rita Repulsa en later ook Lord Zedd dienden.

## Rita Repulsa
Rita Repulsa was de eerste hoofdvijand die opdook in de serie. Ze was gebaseerd op de heks Bandora uit Zyuranger. Voor Rita werd in het eerste seizoen van Mighty Morphin Power Rangers dan ook beeldmateriaal van Bandora gebruikt.
Rita deed naast Mighty Morphin Power Rangers ook mee in 4 erop volgende seizoenen. Ze werd gespeeld door verschillende actrices:
- Machiko Soga (Japans beeldmateriaal, 1993–1994, 2006)
- Carla Perez (Amerikaans beeldmateriaal, 1994–1998)
- Julia Cortez (Mighty Morphin Power Rangers: The Movie)
- Barbara Goodson (stem)

### Biografie
Rita was tienduizend jaar geleden ervoor verantwoordelijk dat Zordon werd opgesloten in een Time Warp. Zij en haar helpers werden echter eveneens opgesloten, maar dan in een ruimte container. Deze container landde uiteindelijk op de Maan van de Aarde. In 1993 openden twee astronauten die de maan bezochten de container en lieten Rita per ongeluk vrij. Hierna nam Rita haar intrek in haar paleis op de Maan en opende de aanval op de Aarde. Ze werd tegengewerkt door Zordon en het door hem samengestelde Power Rangers-team.
Gedurende het eerste seizoen van Mighty Morphin Power Rangers creëerde Rita onder andere haar eigen kwaadaardige Power Ranger, Tommy Oliver alias de Groene Ranger. Maar zelfs met zijn hulp wist ze de Rangers niet te verslaan. Rita stond erom bekend dat bij iedere nederlaag van een van haar monsters ze hoofdpijn kreeg. Haar standaard zinnetje was dan ook: They're giving me such a headache.
Aan het begin van seizoen 2 dook Rita’s meester, Lord Zedd, op. Ontevreden over haar resultaten sloot hij haar weer op in een container en nam zelf het commando over. Rita wist echter te ontsnappen met behulp van Finster, de enige die haar nog trouw was. Ze gebruikte hierna een drankje tegen Lord Zedd dat hem stapelverliefd liet worden op haar. De twee trouwden en bundelden hun krachten om de Aarde te veroveren, nog altijd zonder succes.
Kort na het huwelijk doken Rita’s familieleden op. Eerst haar broer Rito Revolto, en later haar vader Master Vile. Rita gebruikte rond dezelfde tijd Katherine Hillard als spion tegen de Rangers, maar dat haalde niets uit.
In Power Rangers: Zeo moesten Rita en Zedd vluchten vanwege de komst van het Machine Keizerrijk. De twee keerden later echter terug en wisten eigenhandig de koninklijke familie van het Keizerrijk uit te schakelen. Daarna gingen ze met vakantie. Ze doken weer op in Power Rangers in Space, waar ze lid werden van de United Alliance of Evil. Toen Zordon zichzelf opofferde om de United Alliance te verslaan, veranderde zijn energiegolf Rita in een gewone vrouw.
In de laatste aflevering van Power Rangers: Lightspeed Rescue was in de Schaduwwereld een figuur zichtbaar die sterk leek op Rita. Aangenomen wordt dat dit Rita’s kwaadaardige vorm is, die door Zordon werd vernietigd in Power Rangers: In Space.
Rita zelf dook weer op in de laatste aflevering van Power Rangers: Mystic Force. Hierin werd onthuld dat nadat Zordon haar goed had gemaakt ze de beschermer van goede magie werd onder de naam Mystic Mother.
In de aflevering Once a Ranger van de serie Power Rangers: Operation Overdrive bleek Rita samen met Lord Zedd een zoon te hebben: Thrax.

### Andere versie
In de rebootfilm Power Rangers uit 2017 kwam een vernieuwde versie van het personage voor vertolkt door Elizabeth Banks.

## Lord Zedd
Lord Zedd was de tweede hoofdvijand, die werd geïntroduceerd in seizoen 2 van Migthy Morphin Power Rangers. Hij was tevens de eerste vijand die geen Super Sentai tegenhanger had maar voor de Amerikaanse versie erbij was bedacht. Hij werd gespeeld door Ed Neil en zijn stem werd gedaan door Robert Axelrod.
In het begin was Zedd een behoorlijk sterk en angstaanjagend personage. Saban Entertainment ontving zelfs klachten van ouders dat hij te eng zou zijn voor jonge kijkers. Dat is ook voornamelijk de reden dat Saban Rita liet terugkeren en met Zedd trouwen, om Zedd zo een stuk milder te maken. Oudere fans van de serie gaven echter de voorkeur aan de Zedd zoals hij was in de eerste afleveringen waarin hij voorkwam.

### Biografie
Over Zedds oorsprong is niet veel bekend. Hij is de zelfgenoemde Keizer van het Kwaad en Rita’s meester. Hij kwam naar de Maan om Rita te straffen voor haar mislukkingen en zelf het bevel over te nemen. Zijn eerste taak was het rechtzetten van wat hij beschouwde als Rita’s grootste fout: het uit te weg ruimen van de Groene Ranger. De Rangers kregen van Zordon nieuwe Thunderzords om Zedd te bevechten. Desondanks bleef Zedd de Aarde aanvallen, waarbij elke aanval dodelijker was dan de vorige.
Zedd slaagde in zijn opzet en wist de Tommy Oliver permanent zijn Groene Ranger-krachten te ontnemen. Hij keerde echter terug als de Witte Ranger. Toen Zedd besefte dat de Rangers wellicht sterker waren dan hij eerst vermoedde zette hij zijn eigen Zord in, Serpentera. Hiermee vernietigde Zedd de woestijnplaneet waar de Rangers zich op dat moment bevonden. De Rangers wisten te ontkomen en de aanval kostte Serpentera dermate veel energie dat hij een tijd buiten gebruik was.
Toen Rita terugkeerde en haar liefdesdrank op Zedd gebruikte veranderde hij sterk. Hij werd een stuk minder kwaadaardig en meer komisch, net zoals zijn plannen en monsters. In het derde seizoen van de serie, gedurende de cross-over met Masked Rider, werd onthuld dat Count Dregon (Masked Rider’s vijand) Zedds grootste rivaal was. Toen Zedd de verloren Shogun Zords vond, wilde hij de Rangers dwingen deze te gebruiken om de Aarde te vernietigen. Dit leidde zelfs tot een een-op-eengevecht tussen Zedd en Tommy Oliver, de enige keer dat Zedd een Ranger persoonlijk bevocht.
Toen ook nog eens Zedds’ schoonfamilie opdook verdween Zedd zelfs naar de achtergrond. Zedd had het vooral zwaar te verduren met Rito Revolto, die hem altijd “Ed” noemde. Zedd’s laatste daad in Mighty Morphin Power Rangers was toen hij Rito en Goldar eropuit stuurde om het commandocentrum van de Rangers op te blazen.
Toen in Power Rangers: Zeo het Machine Keizerrijk aanviel moesten Zedd en Rita vluchten met Serpentera. Ze keerden echter terug met het plan het Keizerrijk te vernietigen. Dit lukte hen uiteindelijk door de koninklijke familie uit te schakelen.
In Power Rangers: In Space voegden Rita en Zedd zich bij Dark Specter’s United Alliance of Evil. Net als Rita werd Zedd aan het einde van de serie door Zordon’s energiegolf veranderd in een gewoon mens. Maar hoewel Rita ook weer opdook in Power Rangers: Mystic Force werd van Zedd nooit meer iets vernomen.
In Power Rangers: Operation Overdrive wordt onthuld dat Zedd en Rita een zoon hadden, Thrax. Thrax wil, ondanks het feit dat zijn vader en moeder nu goed geworden zijn, hun kwaadaardige erfenis voortzetten.

## Goldar
Goldar was een van Rita’s sterkste krijgers. Hij leek nog wel het meest op een goudkleurige waterspuwer, later in de serie veranderde zijn gezicht en leek hij meer op een aap. Zijn stem werd gedaan door Kerrigan Mahan. Hij is gebaseerd op het Zyuranger-personage Grifforzer.
Goldar leidde Rita’s eerste aanval op de Aarde, maar werd door de Rangers verslagen. In de erop volgende pogingen de aarde te veroveren ontwikkelde hij vooral een sterke haat tegen Jason en Tommy. Goldar gebruikte zelf ook een keer een zord, Cyclopsis, maar die werd eveneens verslagen.
Toen Lord Zedd arriveerde liep Goldar vrijwel direct over naar zijn kant. Als Zedd’s rechterhand leidde hij veel (vergeefse) aanvallen tegen de Rangers. Toen Rito Revolto opdook, werden hij en Goldar partners. Goldar wist zelfs Ninjor te verslaan en te vangen voor Zedd.
Goldar’s persoonlijkheid veranderde sterk gedurende de serie. In het eerste seizoen was hij een vrij sterke krijger, maar later werd hij onhandiger en ook dommer. In Power Rangers: Zeo waren hij en Rito lange tijd hun geheugen kwijt (door toedoen van hun poging het Commandocentrum op te blazen). Ze werden toen zelfs even de hulpjes van Bulk & Skull. Maar toen hun geheugen terugkeerde sloten ze zich weer aan bij Rita en Zedd.
Goldar was aanwezig in Power Rangers: In Space. Hij ontmaskerde Andros tijdens de eerste bijeenkomst van de United Alliance of Evil waar Andros als spion aanwezig was. Goldar werd aan het eind van deze serie vernietigd door Zordon’s energiegolf.

## Squatt
Squatt was een dienaar van Rita en Zedd, en het hulpje van Baboo. Hij werd gespeeld door Minoru Watanabe (in Zyuranger-beeldmateriaal) en zijn stem werd gedaan door Michael Sorich. Squatt was een soort goblin.
Squatt was een lafaard die niet graag deelnam aan gevechten. Hij vluchtte met Rita en Zedd weg voor het Machine Keizerrijk en werd uiteindelijk vernietigd door Zordon’s energiegolf.

## Baboo
Baboo is eveneens een helper van Rita en Zedd, en intelligenter dan zijn partner Squatt. Hij leek op een kruising tussen een vleermuis en een aap. Baboo deed vooral dienst als alchemist voor Rita. Hij had maar zelden vertrouwen in Rita’s plannen en was net als Squatt een lafaard. Hij vluchtte met Rita en Zedd weg in Power Rangers: Zeo en dook weer op in Power Rangers: In Space, waar hij door Zordon’s energiegolf werd vernietigd.

## Finster
Finster was een helper van Rita en Zedd, maar vooral Rita. Gedurende het eerste seizoen van Mighty Morphin Power Rangers was hij voornamelijk verantwoordelijk voor de creatie van Rita’s monsters. Toen Lord Zedd opdook werd hij overbodig daar Zedd zelf zijn monsters maakte. Finster is de Amerikaanse versie van Puripurikan uit Kyouryuu Sentai Zyuranger.
Finster was het enige monster die loyaal bleef aan Rita na Zedds aankomst. Hij hielp haar zelfs met het liefdesdrankje om Zedd verliefd op haar te laten worden.
Gedurende Power Rangers: Zeo hielp hij Zedd en Rita met hun gevecht tegen het Machine Keizerrijk via machines die hij bouwde.
Finster werd vernietigd in Power Rangers: In Space door Zordons energiegolf.

## Scorpina
Scorpina was een van Rita’s sterkste en gevaarlijkste krijgers, naast Goldar. Ze was gebaseerd op Lami uit Kyouryuu Sentai ZyuRanger. In de Japanse versie zijn zij en Goldar getrouwd en in Power Rangers lijkt Goldar in haar geïnteresseerd.
Er is maar erg weinig bekend over Scorpina. Ze vecht altijd met een zwaard dat tevens als boemerang kan worden gebruikt. In haar normale formaat ziet ze eruit als een mens met een gepantserd kostuum, maar als ze tot enorm formaat groeit verandert ze in een schorpioenachtig monster.
Scorpina verdween halverwege Mighty Morphin Power Rangers en werd ook niet gezien in Power Rangers: In Space. Vermoed wordt dat ze vernietigd is door Zordons energiegolf.
Scorpina was de eerste vrouwelijke vijand die tegen de Rangers vocht. Haar stem werd gedaan door Wendee Lee. Haar actrice in het Japanse beeldmateriaal was Ami Kawai. Haar actrice voor de Amerikaanse scènes is onbekend.

## Lokar
Een enorm zwevend hoofd dat Rita hielp in seizoen 1 van Mighty Morphin Power Rangers. Hij assisteerde het monster Mutitis en later Goldar toen die met de Cyclopsis zord tegen de Rangers vocht. Hij en Cyclopsis werden beide geraakt door de Ultrazord. Vermoed wordt dat Lokar hierbij vernietigd is aangezien hij niet meer opdook in latere series.
Zijn tegenhanger uit Kyouryuu Sentai Zyuranger is Dai Satan. Zijn Mighty Morphin Power Rangers naam Lokar lijk sterk op Loki, een Noorse God.

## Rito Revolto
Rito Revolto is Rita Repulsa’s broer. Hij werd gespeeld door Danny Wayne Stallcup, en zijn stem werd gedaan door de inmiddels overleden acteur Bob Papenbrook. Rito lijkt op een skelet.
Rito kwam naar de Aarde kort na Zedd en Rita’s huwelijk. Hij vormde een constante bron van ergernis voor Zedd, die hij altijd "Ed" noemde. Toch was hij in het begin bijzonder nuttig voor de twee. Zo bracht hij hen sterkere soldaten: de Tenga Warriors, en slaagde hij erin de Rangers’ Thunderzords te vernietigen. Toen de Rangers echter nieuwe krachten kregen van Ninjor kon Rito niet langer tegen hen op. Hij ging samenwerken met Goldar.
In Power Rangers: Zeo waren hij en Goldar hun geheugen kwijt en gingen werken voor Bulk & Skull. Toen hun geheugen later terugkeerde voegden ze zich weer bij Rita en Zedd.
Rito was niet aanwezig in Power Rangers: In Space, vermoedelijk omdat zijn kostuum tussen Zeo en in Space onherstelbaar was beschadigd. Vermoed wordt dat hij vernietigd is door Zordon’s energiegolf.

## Master Vile
Master Vile (stem van Tom Wyner) is de vader van Rita Repulsa en Rito Revolto. Hij komt van de planeet Gamma Vile in de M51 melkweg. Hij was gebaseerd op de hoofdvijand uit Ninja Sentai Kakuranger, Daimaoh.
Master Vile kwam naar de Aarde om het legendarische Zeo Kristal te zoeken gedurende het derde seizoen van Mighty Morphin Power Rangers. Hij slaagde er bijna in zowel het kristal als de Zords van de Rangers te vangen. Vile bevocht de Rangers eigenhandig en overleefde zelfs de aanvallen van de Shogun en Ninja Megafalconzords.
De Rangers wisten het Zeo kristal uit Vile’s handen te houden en versplinterden het in vijf stukken die naar verschillende tijden werden gestuurd. Hierna gebruikte Vile de Orb of Doom om de tijd op Aarde terug te draaien en de Rangers in kinderen te veranderen. Toen de Aquitian Rangers opdoken vluchtte Vile terug naar zijn thuisplaneet. Toen in Power Rangers: Zeo het Machine Keizerrijk aanviel, kwamen Rita en Zedd ook naar de M51 melkweg.
Vile werd voor het laatst gezien in Power Rangers: In Space toen hij deelnam aan de formatie van de United Alliance of Evil. Vermoed wordt dat hij vernietigd is door Zordon’s energiegolf.

## Hydro Hog
Hydro Hog is de aartsvijand van de Aquitian Rangers. Hij staat erom bekend al meerdere planeten te hebben vernietigd. Lord Zedd riep hem naar de Aarde om de Aquitian Rangers te verslaan. Hij kwam enkel voor in de laatste twee afleveringen van Mighty Morphin Alien Rangers.
Hydro Hog was te sterk voor de Aquitian Rangers. Hij werd uiteindelijk verslagen door de Shogun Megafalconzord. Daarmee was Hydro Hog de eerste hoofdvijand die in een gevecht met de Rangers sneuvelde.

## Monsters
De Monsters in Mighty Morphin Power Rangers varieerden in oorsprong. In het eerste seizoen werden de monsters voor Rita gemaakt uit klei door Finster. In het tweede seizoen maakte Zedd monsters door gewone voorwerpen of dieren te veranderen met zijn staf. In seizoen 3 werden deze twee methodes door elkaar gebruikt en riepen Rita en Zedd af en toe hulp in van reeds bestaande monsters.
| Seizoen 1 - Bones - Giant - Mighty Minotaur - King Sphinx/Fly Guy - Gnarly Gnome - Pudgy Pig - Chunky Chicken - Eye Guy - Mr. Ticklesneezer - Knasty Knight - Pineoctopus - Terror Toad - Madame Woe - Snizzard - Dark Warrior - Genie - Shellshock - Spidertron - Spit Flower - Frankenstein Monster - Mutitus - Rockstar - Samurai Fan Man - Babe Ruthless - Weaveworm - Fang - Cyclops - Hatchasaurus & Cardiatron - Polluticorn - Twin Man - Goo Fish - Goatan - Octoplant - Fighting Flea - Jellyfish Warrior - Mantis - Dramole - Grumble Bee - Two-Headed Parrot - Peckster - Pumpkin Rapper - Soccadillo - Slippery Shark - Lizzinator - Rhinoblaster - Commander Crayfish - Oysterizer |  | Seizoen 2 - Pirantishead - Primator - Saliguana - Bloom of Doom - Robogoat - Octophantom - Stag Beetle - Invenusable Flytrap - Guitardo - Turbanshell - Pipebrain - Trumpet Top - Mirror Maniac - Nimrod the Scarlet Sentinel, AC, and DC - Pursehead - Lipsyncher - Magnet Brain - Key Monster - Doomstone - Terror Blossom - Four Head - Beamcaster - Silver Horns - Skelerena - Scatterbrain - Pachinko Head - Showbiz Monster - Flame Head - Cannontop - Weldo - Evil Bookala - Jaws of Destruction - Tube Monster - Photomare - Ghost of Darkness - Wizard of Deception - Rat Monsters - Snow Monster - Turkey Jerk - Mondo the Magician - Needlenose - Vase Face |  | Seizoen 3 - Plague Patrol - Repellator - Vampirus - Artisimole - Lanterra - Marvo the Meanie - Centiback - Face Stealer - Hate Master - Miss Chief - Katastrophe - Incisorator - See Monster - Crabby Cabbie - Garbage Mouth - Ravenator - Brick Bully - Sinister Simian - Blue Globbor - Dischordia - Parrot Top - Professor Longnose - Slotsky - The Barbaric Brothers - Bratboy - Witchblade - Arachnofiend |

## Soldaten
Gedurende de serie gebruikten Rita en Zedd drie type soldaten
- Putty Patrollers: grijze krijgers gemaakt uit klei door Finster. Ze zijn niet bepaald sterk en intelligent. Hun aantal is blijkbaar eindeloos aangezien Finster altijd nieuwe kan maken. Ze zijn gebaseerd op de Golem Hei uit Kyouryuu Sentai Zyuranger.
- Super Putty Patrollers: Putty’s gemaakt uit een speciaal soort klei. Dit maak ze veel sterker en bijna onverwoestbaar
- Z-Putty Patrollers: Lord Zedd veranderde Rita’s Putty’s in zijn eigen versie toen hij in seizoen 2 opdook. De Z-Putty Patrollers zijn een stuk sterker dan de oude Putty’s. Ze hebben slechts 1 zwakke plek: het "Z"-sjabloon op hun buik. De Z-Putty’s zijn voor de Amerikaanse versie bedacht en hebben geen Sentai-tegenhanger.
- Tenga Warriors: enorme vogels die door Rito Revolto naar de Aarde werden gebracht voor Rita en Zedd als een soort huwelijksgeschenk. Ze zijn veel intelligenter dan de Putty’s en ook een stuk sterker, maar komen meestal toch redelijk stom en laf over. Ook de Tenga Warriors hebben geen Sentai-tegenhanger.
- Tengu Warriors: In Mighty Morphin Power Rangers: The Movie kwamen er soortgelijke wezens voor, de Tengu Warriors. Deze ontstonden uit het snot van Ivan Ooze.